# Irena Szewińska
Irena Szewińska (Leningrado, Unión Soviética, 24 de mayo de 1946-Varsovia, Polonia, 29 de junio de 2018) fue una atleta polaca especializada en pruebas de velocidad y salto de longitud. Participó en cinco Juegos Olímpicos: Tokio 1964, México 1968, Múnich 1972, Montreal 1976 y Moscú 1980 y ganó siete medallas (tres de ellas de oro) en cinco pruebas diferentes. Además batió varias plusmarcas mundiales. Es la única, hombre o mujer, en cuyo palmarés está el ser plusmarquista mundial de 100 m, 200 m y 400 m. Fue la primera mujer en bajar de los 50s en la prueba de 400 m. Se la conoce como la "reina del sprint".

## Biografía y trayectoria deportiva

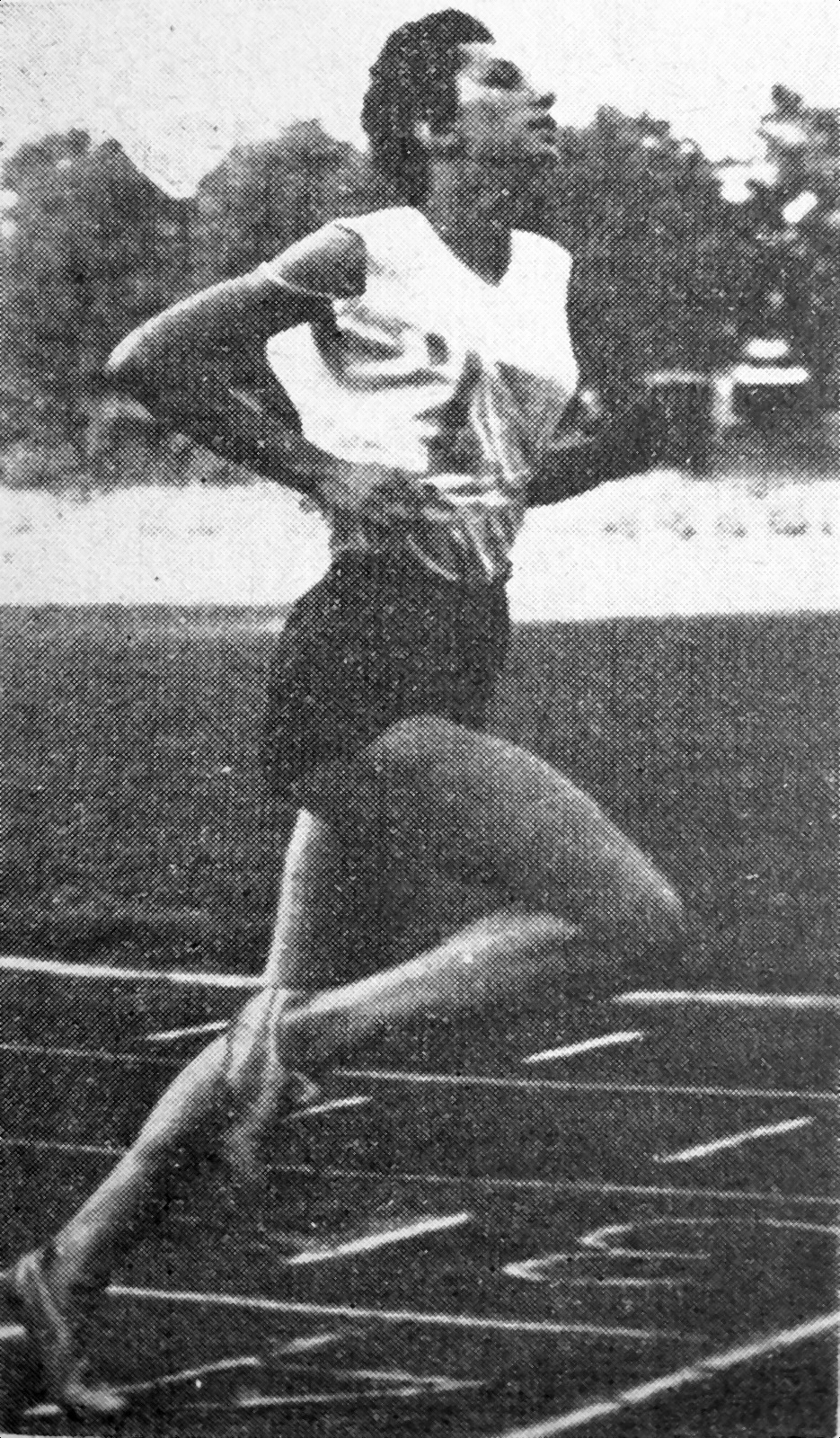
Irena Kirszenstein en 1964

Aunque nacida en Leningrado Rusia, sus padres eran polacos y desde niña vivió siempre en Polonia. Con solo 18 años y todavía con su apellido de soltera, participó en los Juegos Olímpicos de Tokio 1964, donde ganó tres medallas. Fue segunda en los 200 m por detrás de la estadounidense Edith McGuire, segunda también en salto de longitud tras la británica Mary Rand, y finalmente logró la medalla de oro con el equipo polaco de relevos 4 x 100 m que dio la gran sorpresa derrotando a las estadounidenses. El cuarteto lo formaban por este orden Teresa Ciepla, Irena Kirszenstein, Halina Gorecka y Ewa Klobukowska.
En 1965 logró batir el récord mundial de los 200 m (22,7 en Varsovia) e igualar el de 100 m (11,1 en Praga)
En los Campeonatos de Europa de Budapest 1966 logró tres medallas de oro (salto de  longitud, 200 m y relevos 4 x 100 m), además de una de plata en los 100 m, donde fue superada precisamente por su compatriota Ewa Klobukowska.
En 1967 contrajo matrimonio con Janusz Szewińsky, de quien tomó el apellido. Acudió a los Juegos Olímpicos de México 1968, donde acabó tercera en la final de los 100 m, ganada por la estadounidense Wyomia Tyus seguida de su compatriota Barbara Ferrell. En esta carrera Szewińska hizo su mejor marca en esta prueba con 11,19 que era un nuevo récord de Europa.
Su mayor éxito llegaría en la final de 200 m, donde ganó la medalla de oro por delante de las australianas Raelene Boyle y Jennifer Lamy, y batiendo además el récord mundial con 22,58 En México participó también en salto de longitud, pero a diferencia de cuatro años antes no logró pasar a la final.
A partir de aquí la carrera de Irena Szewińska entró en un cierto estancamiento, espaciando sus competiciones. Tuvo un importante fracaso en los Campeonatos de Europa de Helsinki 1971, donde solo pudo lograr una medalla de bronce en los 200 m En los Juegos Olímpicos de Múnich 1972 de nuevo tuvo que conformarse con una medalla de bronce en esa misma prueba, superada por la alemana oriental Renate Stecher y la australiana Raelene Boyle.
Pese a este relativo fracaso, Szewińska logró sobreponerse y volver a obtener grandes triunfos. 1974 fue un año muy importante para ella, ya que en los Campeonatos de Europa de Roma hizo el doblete ganando los 100 y los 200 m, además de una medalla de bronce en los relevos 4 x 100 m Fue reconocida como la mejor atleta del mundo.
Además ese mismo año recuperó el récord mundial de los 200 metros (22,21 en Potsdam) que había perdido a manos de la campeona olímpica en Múnich Renate Stecher, y batió también el récord mundial en una prueba nueva para ella, los 400 m, con 49,9 en Varsovia, convirtiéndose así en la primera mujer en romper la barrera de los 50 segundos. 
A partir de ese momento decidió centrar sus esfuerzos en los 400 m, una prueba que se adaptaba perfectamente a sus condiciones, ya que requería velocidad y resistencia. Con 30 años cumplidos consolidó su reinado en los Juegos Olímpicos de Montreal 1976, donde hizo la mejor carrera de su vida ganando el oro olímpico de los 400 m y volviendo a batir el récord del mundo con 49'29, una marca impresionante que aun en la actualidad, tres décadas después, está al alcance de muy pocas mujeres.
Antes de la llegada de Marita Koch, la marca de Irena Szewińska parecía imbatible. Este fue el broche de oro a su carrera deportiva, la última de sus "siete medallas en cinco pruebas diferentes", la hazaña por la que es más recordada.
Tras los Juegos de Montreal continuó compitiendo aunque ya sin logros notables. En los Campeonatos de Europa de Praga 1978 fue tercera en los 400 m, en una carrera donde la nueva reina de esta prueba, la alemana oriental Marita Koch batió el récord mundial bajando por primera vez de los 49 segundos (48,94)
Su última competición fueron los Juegos Olímpicos de Moscú 1980, sus quintos Juegos, donde vencida más por los años que por sus rivales, no logró clasificarse para la final.
De este modo se despedía una de las mejores atletas de todos los tiempos, que destacó por su polivalencia y longevidad deportiva. A lo largo de su carrera batió seis récords del mundo, y es la única mujer en la historia que ha tenido los récords mundiales de 100, 200 y 400 metros. A esto se suman 12 medallas en campeonatos europeos.
Como ocurrió con otras grandes atletas, como Marjorie Jackson o Wilma Rudolph, no abandonó la vida pública tras su retirada, sino que siguió trabajando en el mundo del atletismo, como entrenadora y directiva. Fue la presidenta de la Federación Polaca de Atletismo, miembro del Consejo directivo de la Federación Internacional y desde 1998 miembro del Comité Olímpico Internacional.
El 29 de junio de 2018 muere de cáncer a los 72 años en Varsovia.

## Resultados deportivos
| Año  | Competición           | Lugar                 | Puesto                                                     | Marca               |
| ---- | --------------------- | --------------------- | ---------------------------------------------------------- | ------------------- |
| 1964 | Juegos Olímpicos      | Tokio, Japón          | 2.ª en 200 m 2.ª en longitud 1.ª en 4 × 100 m              | 23,1 6'60 43,6      |
| 1966 | Campeonato del Europa | Budapest, Hungría     | 2.ª en 100 m 1.ª en 200 m 1.ª en longitud 1.ª en 4 × 100 m | 11,5 23,1 6'55 44,4 |
| 1968 | Juegos Olímpicos      | México DF, México     | 3.ª en 100 m 1.ª en 200                                    | 11,1 22,5           |
| 1971 | Campeonato del Europa | Helsinki, Finlandia   | 6.ª en 100 m 3.ª en 200 m 5.ª en longitud                  | 11,6 23,3 6'62      |
| 1972 | Juegos Olímpicos      | Múnich, RFA           | 3.ª en 200 m                                               | 22,74               |
| 1974 | Campeonato del Europa | Roma, Italia          | 1.ª en 100 m 1.ª en 200 m 3.ª en 4 × 100 m                 | 11,13 22,51 43,48   |
| 1976 | Juegos Olímpicos      | Montreal, Canadá      | 1.ª en 400 m                                               | 49,29               |
| 1978 | Campeonato del Europa | Praga, Checoslovaquia | 3.º en 400 m 3.ª en 4 x 400 m                              | 50,40 3:26,8        |

## Marcas personales
- 100 metros - 10,9 (Varsovia, 1974)
- 200 metros - 22,0 (Potsdam, 1974)
- 400 metros - 49,29 (Montreal, 1976)